# Petrobras
Petrobras,  Petróleo Brasileiro S.A. ( [ˌpɛtɾoˈbɾas]; рус. «Петробрас», «Петролео Бразильеро СА») — крупнейшая бразильская нефтегазовая компания, контролируемая государством. Штаб-квартира Petrobras расположена в Рио-де-Жанейро. Основные запасы нефти и газа компании находятся в двух глубоководных нефтегазоносных бассейнах Кампус (разрабатывается с 1971 года) и Сантус (разрабатывается с 2009 года). В среднем компания добывает более 2,8 млн баррелей нефти и газа в день.

## История
Компания основана 3 октября 1953 года по инициативе президента Бразилии Жетулиу Варгаса и получила монопольные права на разведку, добычу и переработку нефти в стране.
В 1968 году в Атлантическом океане у юго-восточного побережья Бразилии были открыты большие запасы нефти — бассейн Кампус, их разработка компанией Petrobras началась в 1971 году.
В 1993 году Petrobras вышла на рынок Аргентины, создав дочернюю компанию Petrobras Argentina S.A., которая занималась разведкой, добычей, транспортировкой, переработкой и реализацией нефти и нефтепродуктов. В 2001 году была куплена аргентинская нефтеперерабатывающая компания Eg3 S.A. с сетью из 700 автозаправок. В 2002 году была куплена вторая крупнейшая (после YPF S. A.) нефтедобывающая компания Аргентины Perez Companc Energía (PECOM Energía S.A.), помимо нефти также занимавшейся газом и электроэнергией и входившей в крупный конгломерат семьи Перес Компанк (Perez Companc). В 2004 году все активы Petrobras в Аргентине были объединены в компанию Petrobras Energia S.A.
В 1997 году внесением поправок в конституцию Бразилии Petrobras была лишена монополии на добычу нефти и газа в Бразилии, тем не менее на 2015 год компания контролировала более 90 % добычи нефти в стране.
Компания управляла крупнейшим в мире плавучим комплексом по добыче, хранению и отгрузке углеводородов — Petrobras 36, который взорвался и утонул 15 марта 2001 года (начал работу в 1994 году).
В 2006 году были обнаружены месторождения нефти в нефтегазоносном бассейне Сантус, их разработка началась в 2009 году.
9 ноября 2007 года компания заявила об открытии месторождения на шельфовом участке Тупи с запасами от 5 млрд до 8 млрд баррелей легкой нефти.

### Коррупционный скандал
В результате расследования, начатого в 2014 году, выяснилось, что после прихода к власти президента Бразилии Лула да Силва была организована коррупционная схема, в рамках которой строительные компании получали подряды на крупные проекты для Petrobras, платя откаты её топ-менеджерам и перечисляя деньги правящей Партии трудящихся на финансирование её кампаний и лично политикам. В заявлении полиции Лула да Силва назван одним из главных выгодополучателей этой коррупционной схемы. Скандал затронул действующего президента Бразилии Дилму Руссефф, занимавшую в 2003—2010 годах пост председателя совета директоров Petrobras. Расследование привело на скамью подсудимых многих руководителей строительных компаний, топ-менеджеров Petrobras и ряд политиков, часть из них получила длительные тюремные сроки.
Вскрытые прокурорами факты коррупции не позволили компании публиковать отчетность c III квартала 2014 года до апреля 2015 года, так как аудитор PricewaterhouseCoopers отказался её заверять. Согласно первой аудированной отчетности за восемь месяцев, обнародованной в апреле 2015 года, компания списала 6,2 млрд реалов (2,1 млрд $) в связи с выявленными фактами коррупции и 44,6 млрд реалов (14,8 млрд $) в результате переоценки завышенной стоимости активов, включая нефтеперерабатывающие заводы.
6 февраля 2015 года, после крупнейшего за историю компании коррупционного скандала (Operação Lava Jato), президент Petrobras Мария дас Грасас Силва Фостер (Maria das Graças Silva Foster) и ещё пять членов правления (Diretoria Executiva) компании были отправлены в отставку. Новым президентом (председателем правления) Petrobras был назначен Алдемир Бендине (Aldemir Bendine), который до того занимал пост президента-председателя правления одного из крупнейших коммерческих банков Бразилии — Banco do Brasil. Новым финансовым директором Petrobras был назначен Иван де Соуза Монтейру (Ivan de Souza Monteiro), который до этого назначения занимал должность вице-президента Banco do Brasil.
С 2017 года компания начала распродажу неосновных активов, в частности сетей автозаправок в Бразилии и других странах Южной Америки (Аргентине, Колумбии, Уругвае, Парагвае, Чили). В 2019 году была снята с листинга биржи Буэнос-Айреса.

## Собственники и руководство
До 1997 года 100 % акций Petrobras принадлежало бразильскому государству. По закону от 6 августа 1997 года федеральные власти сохраняют контроль над компанией посредством владения 50 процентами голосующих акций плюс одна акция.
По состоянию на 31 марта 2016 года Petrobras выпустила 1,415 млрд обыкновенных (голосующих) акций и 1,363 млрд привилегированных (не голосующих) акций. Контрольный пакет обыкновенных акций (50,26 %) принадлежит федеральному правительству Бразилии. Также значительными акционерами являются BNDES (Бразильский банк развития) — 9,87 % обыкновенных акций и 2,88 % привилегированных, дочерняя компания этого банка BNDES Participações S.A. — 23,94 % привилегированных акций, Caixa de Previdência dos Funcionários do Banco do Brasil — 6,33 % привилегированных акций.

Акции компании обращаются на Нью-Йоркской (с 2000 года) и Сан-Паульской (с 1968 года) фондовых биржах.
24 сентября 2010 года Petrobras отчиталась о размещении 2,4 млрд обыкновенных и 1,87 млрд привилегированных акций на сумму 69,9 млрд долларов, что является самой большой привлечённой суммой за одно размещение за всю историю фондового рынка.
Президентом (председателем правления) Petrobras с 13 февраля 2012 г. по 6 февраля 2015 г. была Мария дас Грасас Силва Фостер, с 22 июля 2005 г. по 9 февраля 2012 г. — Жозе Сержиу Габриели ди Азеведу (José Sérgio Gabrielli de Azevedo). Председателем совета директоров (Conselho de Administração) компании с 19 марта 2010 года был министр финансов Бразилии Гиду Мантега (Guido Mantega).

## Деятельность
Petrobras представляет собой многопрофильный концерн, занимающийся поиском, добычей, транспортировкой, переработкой и реализацией нефти, нефтепродуктов, природного газа и прочих углеводородов, производством биотоплива и минеральных удобрений, а также выработкой, транспортировкой и торговлей электроэнергией.
Организационно Petrobras состоит из материнской компании Petróleo Brasileiro S.A. — Petrobras (разведка и добыча нефти и газа) и нескольких десятков дочерних и ассоциированных компаний, которые занимаются различными видами нефтегазового и энергетического бизнеса. Наиболее крупными дочерними компаниями группы являются Downstream Participações Ltda. — DOWNSTREAM (переработка нефти), Petrobras Transporte S.A. — TRANSPETRO (транспортировка и хранение нефти, нефтепродуктов, природного газа и биотоплива), Petrobras Distribuidora S.A. — BR (торговля нефтепродуктами), Petrobras Biocombustível S.A. (производство биотоплива), Petrobras Comercializadora de Energia Ltda. — PBEN.
Основным регионом деятельности компании является Бразилия, где на 2020 год было сосредоточено 97 % запасов нефти и 99,7 % её добычи. Также Petrobras ведёт свою деятельность ещё в ряде стран: Аргентина (Petrobras Argentina S.A.), Боливия, Колумбия, Венесуэла, Нигерия, Габон, Танзания, Мексика, США (Мексиканский залив). С 2012 года компания начала сокращать свою деятельность за рубежом, в частности были проданы некоторые активы в США и Аргентине. Основным покупателем является КНР (62 % продаж), а также страны Америки (15 %) и Европы (13 %).
Компания состоит из трёх основных подразделений:
- Добыча и производство — занимается разведкой, разработкой и добычей нефти, газового конденсата и природного газа в Бразилии и других странах. Оборот в 2020 году — 34,4 млрд $.
- Переработка, транспортировка и маркетинг — занимается переработкой нефти (в том числе сланцевой), транспортировкой нефти и нефтепродуктов, также в это подразделение входят доли в нефтехимических компаниях Бразилии. Оборот — 47,8 млрд $.
- Газ и электроэнергия — осуществляет транспортировку и продажу природного газа и сжиженного газа, производство и продажу электроэнергии, также в это подразделение входят доли в теплоэлектростанциях и газораспределительных компаниях (19 из 27 компаний) Бразилии. Общая протяжённость газопроводов в собственности компании составляет 9190 км, в том числе для импорта газа из Боливии. Также присутствует на рынках Аргентины, Боливии и Уругвая. Оборот — 7,7 млрд $[2].

### Запасы
В 2010 году доказанные запасы нефти Petrobras составляли 1,4 млрд т, газа — 309 млрд м³. На 2005 год компании принадлежало 64 месторождения, из них 42 офшорных. Компания эксплуатировала 14 061 скважину, из них 1258 офшорных, 97 нефтяных платформ, из них 73 фиксированных и 24 плавающих.
По состоянию на 15 января 2013 года запасы углеводородов компании Petrobras, подсчитанные по методикам Национального агентства нефти, газа и биотоплива Бразилии (ANP), оценивались в 13,3 млрд баррелей нефти и газового конденсата и 14,7 трлн куб футов природного газа.
На конец 2015 года доказанные запасы нефти, газового конденсата и природного газа составили 10,5 млрд баррелей в нефтяном эквиваленте, что на 20 % меньше доказанных запасов на конец 2014 года (13,1 млрд баррелей). Из этого числа 10,15 млрд баррелей приходится на Бразилию (5,347 млрд бассейн Кампус и 3,979 млрд бассейн Сантус), 211 млн на другие страны Южной Америки, 150 млн на Северную Америку, 57 млн баррелей на страны Африки. На 2020 год запасы сократились до 8,816 млрд баррелей в нефтяном эквиваленте (из них 7,534 млрд баррелей нефти).

### Производство
Petrobras в 2005 году ежедневно добывала в среднем 1,847 млн баррелей нефти и 370 000 баррелей природного газа (в нефтяном эквиваленте). В 2007 году ежедневная добыча нефти выросла до 2 млн баррелей. В 2009 году добыча нефти составила 105,4 млн т, газа — 14 млрд м³.
В декабре 2007 года Petrobras установил новый рекорд ежесуточной добычи нефти в Бразилии — 2 000 238 баррелей. Всего восемь компаний в мире ежесуточно производят 2 и более миллионов баррелей нефти. В 2007 году Petrobras ввела в эксплуатацию шесть новых нефтяных платформ суммарной мощностью 590 000 баррелей нефти в сутки.
В 2015 году средний уровень добычи компанией нефти и газа составлял 2,576 млн баррелей в нефтяном эквиваленте в сутки, из них на нефть приходилось 2,228 млн баррелей. Добыча в основном ведётся в океане у юго-восточного побережья Бразилии, на глубоководную добычу приходится 91 % добываемой компанией нефти, в том числе 80 % на ультраглубоководную (на глубине до 7000 метров). Из 2,128 млн баррелей, добываемых компанией в Бразилии, 1,488 млн баррелей приходится на бассейн Кампус и 395 млн баррелей — на бассейн Сантус. В 2020 году средний уровень добычи составил 2,836 млн баррелей в нефтяном эквиваленте в сутки, из них 2,266 млн баррелей.
Компания перерабатывает 73 % добываемой нефти, остальное экспортируется. На 13 нефтеперерабатывающих заводах в Бразилии компания ежедневно производит около 2 млн баррелей нефтепродуктов, в том числе 850 тысяч баррелей дизельного топлива и 435 тысяч баррелей бензина. Также компании принадлежат по одному нефтеперерабатывающему заводу в США (Техас), Японии (Окинава) и Аргентине (Бахиа-Бланка) общей производительностью 230 тысяч баррелей в сутки. Экспорт нефти и нефтепродуктов в 2015 году составил 508 тысяч баррелей в сутки, импорт — 533 тысячи баррелей в сутки.
3 завода по производству удобрений ежегодно производят 240 тысяч метрических тонн аммиака и 1,3 млн тонн мочевины.
Установленная электрическая мощность 20 теплоэлектростанций компании на 2020 год составляла 6100 МВт. Также Petrobras занимается альтернативными источниками электроэнергии, в частности, владеет ветряной электростанцией мощностью 105,8 МВт.

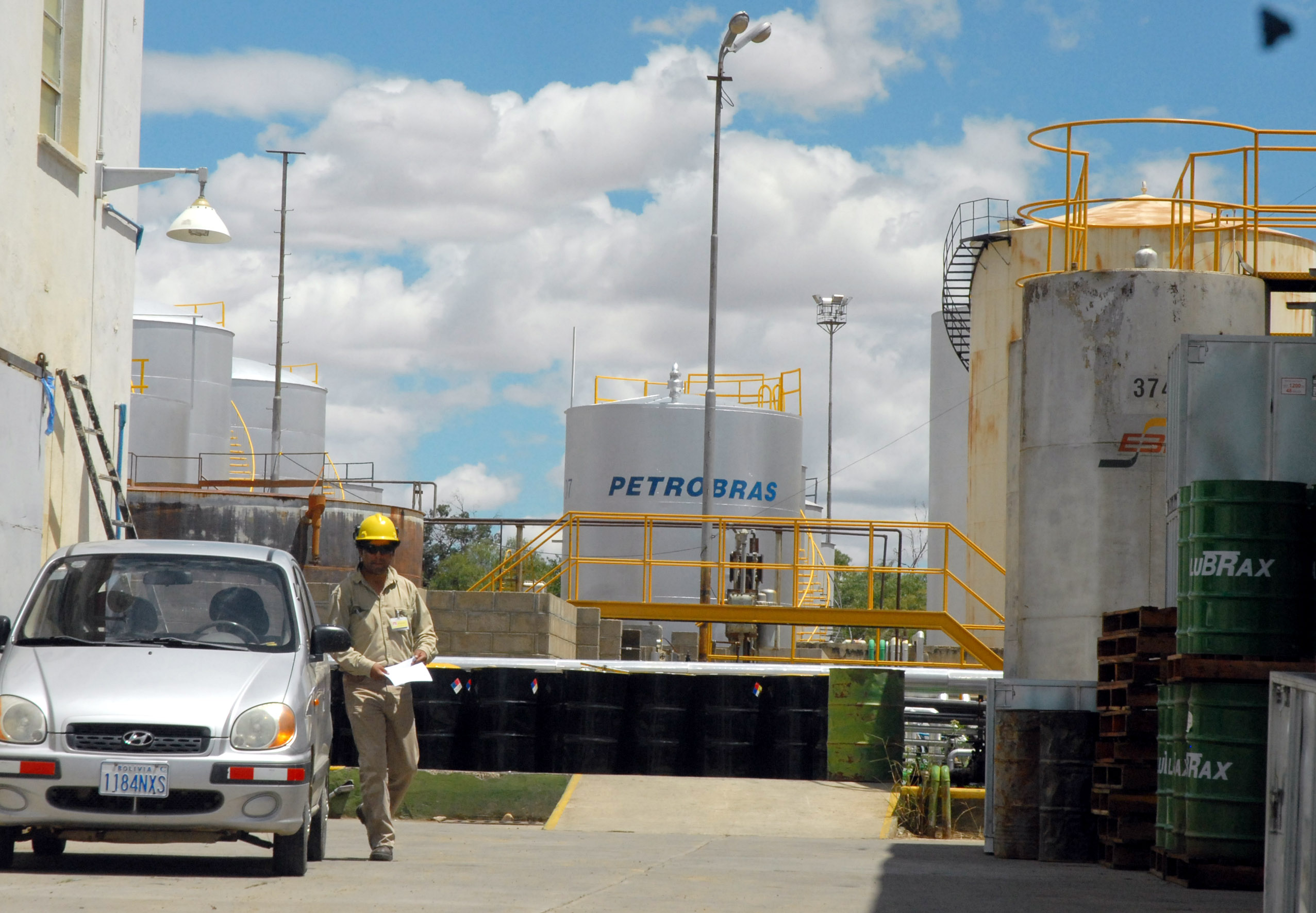
На одном из нефтеперерабатывающих заводов компании в Боливии

### Транспортировка
Компании принадлежат нефтепроводы протяженностью 7517 км. Компания управляет 28 морскими терминалами для хранения нефти и ещё 21 объектом для хранения нефти общей вместимостью 67 млн баррелей. Морские терминалы обслуживают более 10 тысяч танкеров в год. В собственности компании находятся 54 танкеров (ещё 126 зафрахтовано).

### Биотопливо
Бразилия производит около 35 % мирового этанола. Petrobras экспортирует этанол для использования в качестве автомобильного топлива. Этанол поставляется в Венесуэлу и Нигерию. Компания ведёт переговоры о поставках этанола в Китай, Ю. Корею, Индию и США.
В мае 2005 года премьер-министр Японии Киодзуми и президент Бразилии Лула да Сильва подписали соглашение о развитии кооперации по продвижению этанола в качестве моторного топлива. В 2005 году созданы совместные предприятия Petrobras с японскими компаниями Mitsui и Nippon Alcohol Hanbai для распространения бразильского этанола в Японии и на мировом рынке, в 2008 году было создано совместное предприятие с компаниями Itarumã и Mitsui. Первая партия бразильского этанола поступит в Японию в начале 2007. Petrobras планирует поставлять этанол в Азию танкерами ёмкостью 80 тыс. — 100 тыс. м³.
Petrobras выступает агентом государства в аукционах по закупкам биодизеля — смесь обычного дизельного топлива с этанолом в разных пропорциях — у частных компаний. В декабре 2005 года состоялся первый тендер на котором были заключены контракты на поставку 65,3 млн литров биодизеля.
В 2009 — 2013 годах Petrobras инвестирует 2,8 млрд $ в биотопливную индустрию. Из них 2,4 млрд $ будет инвестировано в производство биодизеля и этанола, а 400 млн $ в развитие биотопливной инфраструктуры, например, трубопроводов для этанола.
В списке крупнейших публичных компаний в мире Forbes Global 2000 в 2016 году Petrobras заняла 411-е место, в том числе 53-е по обороту, 120-е по активам и 225-е по рыночной капитализации
| Год                 | 2001  | 2002  | 2003  | 2004  | 2005  | 2006  | 2007  | 2008  | 2009  | 2010  | 2011  | 2012  | 2013  | 2014   | 2015  | 2016   | 2017   | 2018  | 2019  | 2020  |
| ------------------- | ----- | ----- | ----- | ----- | ----- | ----- | ----- | ----- | ----- | ----- | ----- | ----- | ----- | ------ | ----- | ------ | ------ | ----- | ----- | ----- |
| Оборот              | 24,55 | 22,61 | 30,91 | 38,43 | 56,32 | 72,35 | 87,74 | 118,3 | 91,87 | 120,1 | 145,9 | 144,1 | 141,5 | 143,7  | 97,31 | 81,41  | 88,83  | 84,64 | 76,59 | 53,68 |
| Чистая прибыль      | 3,491 | 2,311 | 6,559 | 6,19  | 10,34 | 12,83 | 13,14 | 18,88 | 15,5  | 19,18 | 20,12 | 11,03 | 11,09 | -7,367 | -8,45 | -4,838 | -0,091 | 7,414 | 10,36 | 0,948 |
| Активы              | 36,86 | 32,15 | 53,61 | 63,08 | 78,63 | 98,68 | 129,7 | 125,7 | 200,3 | 308,7 | 316,4 | 327,4 | 321,4 | 298,7  | 230,5 | 247,0  | 251,4  | 222,1 | 229,7 | 190,0 |
| Собственный капитал | 13,25 | 9,301 | 16,34 | 22,51 | 32,92 | 46,27 | 67,51 | 62,57 | 95,42 | 183,4 | 172,6 | 161,9 | 149,1 | 117    | 66,06 | 77,55  | 81,50  | 73,18 | 74,22 | 59,88 |

## Дочерние компании
- Petrobras Distribuidora S.A. — BR
- Petrobras Netherlands B.V. — PNBV
- Petrobras Transporte S.A. — Transpetro
- Petrobras International Braspetro — PIB BV
- Petrobras Logística de Exploração e Produção S.A. — PB-LOG
- Braspetro Oil Services Company — Brasoil
- Transportadora Associada de Gás S.A. — TAG
- Petrobras Gás S.A. — Gaspetro
- Petrobras Biocombustível S.A. — PBIO
- Petrobras Logística de Gás — Logigás
- Liquigás Distribuidora S.A.
- Araucária Nitrogenados S.A.
- Termomacaé Ltda.
- Breitener Energética S.A.
- Companhia Integrada Têxtil de Pernambuco — Citepe
- Termobahia S.A.
- Companhia Petroquímica de Pernambuco — PetroquímicaSuape
- Baixada Santista Energia S.A.
- Petrobras Comercializadora de Energia Ltda. — PBEN
- Fundo de Investimento Imobiliário RB Logística — FII
- Petrobras Negócios Eletrônicos S.A. — E-Petro
- Termomacaé Comercializadora de Energia Ltda
- 5283 Participações Ltda.
- Downstream Participações Ltda.
- Fábrica Carioca de Catalizadores S.A. — FCC (*)
- Ibiritermo S.A. (*)